# میترو
میترو (انگلیسی: Mitro) شرکت فناوری اطلاعات آمریکایی است، که در سال ۲۰۱۲ تأسیس شد.